# ゴジてれ×Sun!
『ゴジてれ×Sun!』（ゴジてれサン）は、2013年4月7日から福島中央テレビで放送されている情報番組。放送時間は毎週日曜 16:25 - 17:25（JST）。

## 概要
2013年3月30日まで放送されていた、『ゴジてれ土曜版』の後継番組としてスタート。放送時間は前番組より1時間から30分に縮小されていたが、現在は前番組と同じ時間に戻している。当番組の平日版『ゴジてれ Chu !』で放送したコーナーの総集編を放送。ほか、この番組独自の特集も放送する。
テーマ曲は当初『ゴジてれ Chu !』とは別の曲を使っていたが、2020年からはオープニング・エンディング共に平日版の「ゴジてれ Chu ! オープニングテーマ」（作曲：大友良英）に統一している。

## MC
- 関あつし（2015年4月 - ）
- 永井麻葵（2022年4月10日 - ）

### 過去の出演者
メインMC
- 須賀宣之（2013年4月 - 2015年3月）
- 小野紗由利（2014年4月 - 2015年3月、2016年4月 - 2022年4月3日）

サブMC※交代で登場
- 大橋聡子（2013年4月 - 2015年3月）
- 大野智子（2013年4月 - 2015年3月）
- 中山可那子（2013年4月 - 2016年3月）
- 野尻英恵（2014年4月 - 2015年3月）
- 久保恵佳（2014年11月 - 2015年3月）

サポーター
- 嶋川武秀（2017年10月 - 2021年3月）